# Дядько Бен
Бенджамін «Бен» Франклін Паркер (англ. Benjamin «Ben» Parker), більш відомий як дядько Бен (англ. Uncle Ben) — персонаж з коміксів американського видавництва Marvel Comics. Він чоловік Мей Паркер, дядько по батьківській лінії і батько Пітера Паркера. Після появи Strange Tales # 97(січень 1962) дядько Бен вперше з'явився в повному обсязі в Amazing Fantasy # 15(серпень 1962) і був створений письменником Стеном Лі і художником Стівом Дітко. Він був створений за зразком американського батька-засновника Бенджаміна Франкліна.
Цей персонаж був невід'ємною частиною історії Людини-павука. Його смерть від рук дрібного злочинця, якого людина-павук раніше мав шанс затримати, але вважав за краще цього не робити, була зображена майже у всіх версіях історії походження героя як головний фактор, який надихнув Пітера стати Людиною-павуком. 
Цитата дядька Бена: "З великою силою повинна прийти і велика відповідальність", стала культовим життєвим девізом Людини-павука.
Персонаж був в значній мірі адаптований з коміксів в різні форми медіа, включаючи фільми, мультсеріали і відеоігри. Він був зображений Кліффом Робертсоном в трилогії Сема Реймі "Людина-павук" і Мартіном Шином у фільмі 2012 року "Нова Людина-павук".

## Вигадана біографія персонажа
Бен Паркер народився в Брукліні, штат Нью-Йорк. Він навчався на офіцера військової поліції, а також проводив час в якості співака в групі. Він знав свою майбутню дружину Мері Рейлі зі шкільних часів, але вона, в свою чергу, наївно цікавилася хлопчиком, який був залучений в злочинну діяльність. Коли він прийшов до неї одного разу вночі і зробив їй пропозицію прямо на місці, Бен був там, щоб викрити його як вбивцю і втішити вбиту горем Мей, коли хлопчика заарештували. Їхні стосунки переросли в любов, і вони насолоджувалися щасливим спільним сімейним життям. Коли молодший брат Бена Річард Паркер і його дружина Мері загинули в авіакатастрофі, Бен і Мей взяли до себе свого осиротілого сина Пітера і виховали його як свого власного.
Бен дуже захищав Пітера, доходячи до того, що бився з деякими хуліганами, які мучили юного Паркера. Пітер подружився з Чарлі Вайдерманом у середній школі, підлітком, ще більш непопулярним, ніж він сам. Однак Чарлі часто провокував неприємності з іншими підлітками. Одного разу його переслідувала до будинку Паркерів група хуліганів на чолі з Річем, і Бен втрутився. Бен сказав їм, що якщо вони хочуть отримати Чарлі, їм доведеться пройти через нього. Річ спробував, але був здивований армійською підготовкою Бена. Як тільки хулігани пішли, він сказав хлопчикові, що йому не Раді в будинку або з Пітером через те, що він провокує хуліганів і не може сказати правду.
У середній школі укус радіоактивного павука наділив Пітера надлюдськими здібностями. Створюючи для себе костюмовану особистість людини-павука, Пітер спочатку прагнув використовувати свої новознайдені здібності в якості рестлера в масці, а потім в якості телезірки. Повертаючись з телевізійного виступу, Людина-павук побачив грабіжника, якого переслідував охоронець. Охоронець покликав Людину-павука зупинити злодія, але зароджується павук відмовився на тій підставі, що ловити злочинців - не його робота. Грабіжник втік.
Коли Пітер пізніше повернувся додому, поліцейський повідомив йому, що його улюблений дядько Бен був убитий грабіжником. Обурений, він одягнув свій костюм Людини-павука і схопив людину тільки для того, щоб, до свого жаху, зрозуміти, що це був той же грабіжник, якого він міг би без особливих зусиль зловити раніше в студії. В результаті Пітер вважав себе морально відповідальним за смерть Бена і вирішив боротися зі злочинністю як супергерой, розуміючи, що з великою силою приходить велика відповідальність, і поклявшись ніколи не допустити, щоб іншій невинній людині заподіяли шкоду, якщо він зможе цьому допомогти.

## Альтернативні версії

### Ultimate Marvel
Цей версія Бена Паркера Marvel трохи відрізняється від оригінальної версії. Молодший, він також колишній хіпі, який носить волосся в кінський хвіст і вчить Пітера Паркера бути ненасильницьким. Бен також згадує про той період, коли він жив у комуні. Після того, як Пітер вийшов на прогулянку, Пітер дізнався від поліцейського, що Бен був убитий.

### Marvel Noir
В реальності Marvel Noir Бен Паркер-громадський активіст, убитий Стерв'ятником-канібалом, одним з силовиків кримінального авторитета Нормана Озборна. Раніше він був нагородженим льотчиком і ветераном Першої світової війни, але не пишався своєю службою, вважаючи, що за Права справа не билися. Його племінник Пітер одягає свою стару форму льотчика і орудує службовим револьвером під час своєї діяльності в якості Людини-павука.

### Будинок М
В реальності "Будинок М" Бен Паркер живий і, як і весь інший світ, знає, що Пітер Паркер — Людина-павук. Після відновлення щоденника Пітера, з записами, що детально описують, що світ не такий, яким він повинен бути, Бен виявляє, що він убитий незабаром після того, як Пітер отримує свої сили. Пізніше він допомагає Пітеру інсценувати його смерть, фотографуючи Людину-павука, який, мабуть, повісився.